# Conway Savage
Pour les articles homonymes, voir Savage.
Conway Savage est un claviériste australien, né le 27 juillet 1960 dans l'État de Victoria et mort le 2 septembre 2018. Reconnu pour sa fonction de pianiste et claviériste, il fut occasionnellement choriste au sein de groupe Nick Cave and the Bad Seeds depuis l'album The Good Son et la tournée qui suit l'album également.
Présent comme un des piliers depuis Henry's Dream, il interprète Willow Garden en face B du single Where the Wild Roses Grow. Sur l'album de 2008 Dig, Lazarus, Dig!!!, Savage Conway se fait plus discret, plus souvent choriste, parce que le piano et les claviers sont abandonnés.

## Biographie
Conway Savage n'était encore qu'un adolescent lorsqu'il toucha pour les premières fois le piano de l'un des cafés que tenaient ses parents dans l'État de Victoria. Dans les années 1980, il fut membre du groupe country rock Dust on the Bible, en compagnie de sa belle-sœur Jane. À travers les années 1980 et les années 1990, il fit de nombreuses apparitions, invité par des groupes ou autres musiciens d'Australie, comme Robert Forster et Spencer P. Jones, entre autres. 

### Carrière
Conway Savage produit seul ses albums solo :
- en 1993, il sortit un mini-album qui porte son nom ;
- en 1998, il sortit Soon Will Be Tomorrow, album en collaboration avec la chanteuse, auteur-compositrice Suzie Higgie ;
- en 2000, Conway Savage a sorti son premier LP Nothing Broken sur son propre label indépendant Beheaded Communications, sur lequel il retrouve ses collègues Mick Harvey, le bassiste Martyn P. Casey et le guitariste Charlie Owen ;
- son troisième album, Wrong Man's Hands, sort en 2004 ;
- il sort également Rare Songs & Performances 1989-2004, qui retrace son travail en studio ou sur scène sur les continents européen ou australien, accompagné de Mick Harvey, Martyn P. Casey, Jim White, Spencer P. Jones.

Le 26 octobre 2017, Nick Cave & The Bad Seeds annoncent sur Internet que Conway Savage est absent de la tournée en Amérique du Nord et en Europe pour cause de traitement contre une tumeur du cerveau après une opération chirurgicale.

## Discographie solo
- 1993 Conway Savage (mini-album)
- 1998 Soon Will Be Tomorrow (avec Suzie Higgie)
- 2000 Nothing Broken
- 2004 Wrong Man's Hands
- 2005 Rare Songs & Performances 1989-2004
- 2007 Quickie For Ducky (avec Amanda Fox & Robert Tickner)